# الصحة في بيلاروس

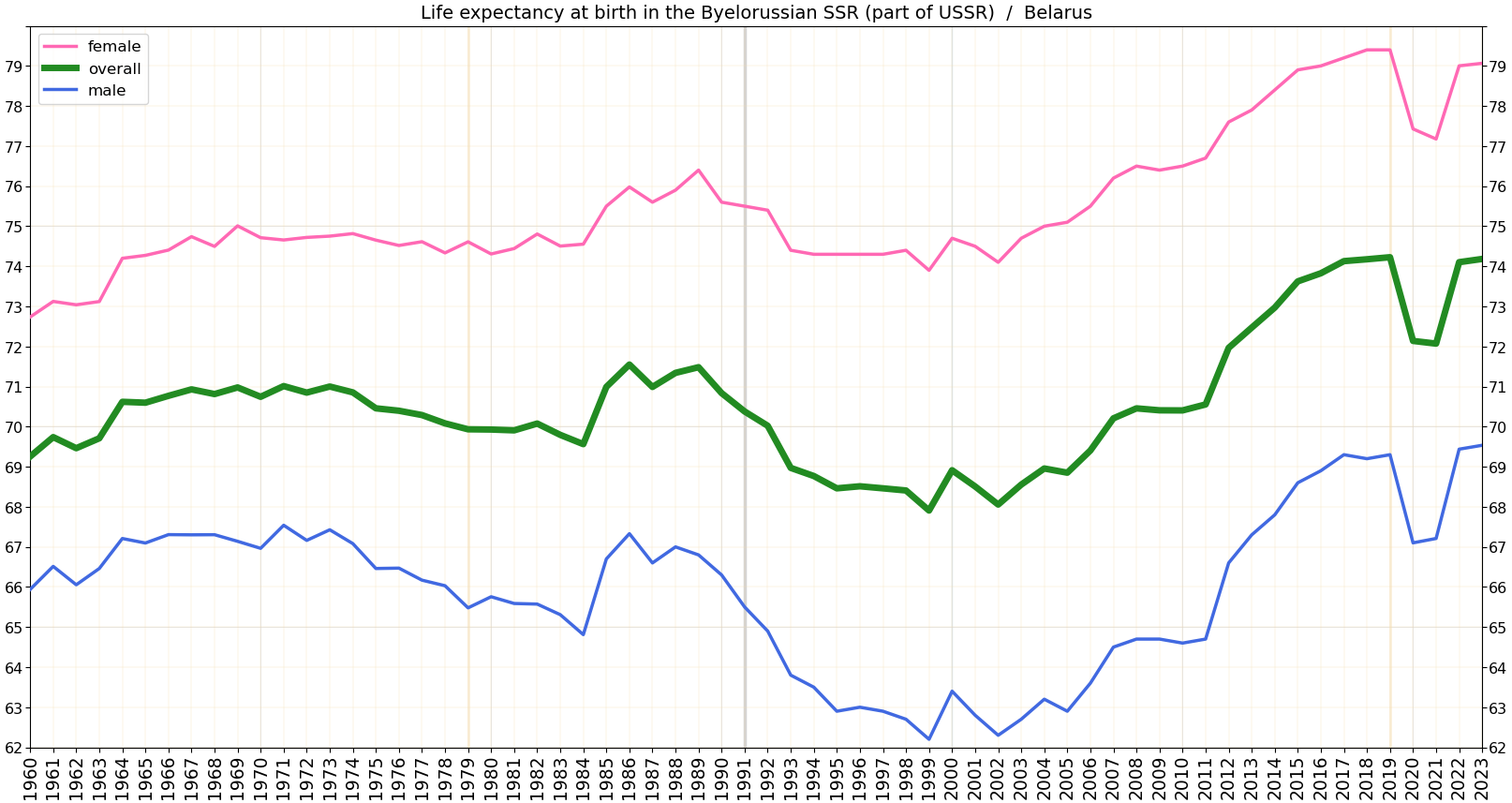
متوسط العمر المتوقع عند الولادة في بيلاروسيا

كان متوسط العمر المتوقع عند الولادة في بيلاروسيا 69 عامًا للرجال و 79 عامًا للنساء في عام 2016.
تم نشر مقياس جديد لرأس المال البشري المتوقع محسوبًا لـ 195 دولة من عام 1990 إلى عام 2016 ومُحدد لكل مجموعة ولادة على أنه السنوات المتوقعة التي تعيش من سن 20 إلى 64 عامًا وتعديلها للتحصيل التعليمي أو جودة التعلم أو التعليم والحالة الصحية الوظيفية، تم نشره بواسطة ذا لانسيت في سبتمبر 2018. كان لدى بيلاروسيا المرتبة الثانية والعشرين من حيث أعلى مستوى لرأس المال البشري المتوقع مع 23 سنة متوقعة في مجالات الصحة والتعليم والتعلم والتي تتراوح أعمارها بين 20 و 64 عامًا.